# Xã Shell River, Quận Wadena, Minnesota
Xã Shell River (tiếng Anh: Shell River Township) là một xã thuộc quận Wadena, tiểu bang Minnesota, Hoa Kỳ. Năm 2010, dân số của xã này là 233 người.